# Затемнення (фільм, 1962)
«Затемнення» (італ. L'eclisse) — італійсько-французька кінодрама режисера Мікеланджело Антоніоні, випущена 12 квітня 1962 року, з Монікою Вітті і Аленом Делоном у головних ролях. «Затемнення» є заключною стрічкою так званої чорно-білої «трилогії відчуження» Антоніоні. У двох перших фільмах трилогії — «Пригода» (1960) і «Ніч» (1961) — також знялася Моніка Вітті. Фільм брав участь у конкурсній програмі 15-го Каннського кінофестивалю 1962 року та змагався за здобуття «Золотої пальмової гілки».

## Сюжет
На світанку понеділка 10 липня 1961 року молода перекладачка Вітторія (Моніка Вітті) розриває стосунки з Ріккардо (Франциско Рабаль) після довгої ночі розмов у його квартирі в римському кварталі всесвітньої виставки. Ріккардо намагається переконати її залишитися, кажучи, що хоче зробити її щасливою, але вона вимикає світло у квартирі, каже, що більше не любить його, і йде. Коли вона йде пустельними ранковими вулицями, Ріккардо наздоганяє її і проводжає до її будинку за адресою 307 Viale dell'Umanesimo, де вони остаточно прощаються. Вітторія дивиться вслід Ріккардо, але він не обертається.
Через деякий час Вітторія зустрічається зі своєю матір'ю на римській фондовій біржі. Відвідувачі та інвестори нервово спостерігають, як трейдери метушаться, дико жестикулюючи й укладаючи угоди. Молодий біржовий маклер П'єро (Ален Делон), підслухавши інсайдерську інформацію, кидається купувати акції, а потім продає їх із великим прибутком. П'єро представляється Вітторії, він — маклер її матері. Коли лунає оголошення про смерть колишнього брокера від серцевого нападу з проханням вшанувати його пам'ять хвилиною мовчання, метушня на біржі завмирає. Під час хвилини мовчання телефони продовжують дзвонити, а коли вона закінчується, у кімнаті знову спалахує шалена активність. Покинувши біржу, Вітторія та її мати йдуть до овочевого кіоску поблизу. Вітторія намагається розповісти про свої невдалі стосунки, але її мати більше стурбована грошима, які вона сьогодні заробила, і своїми покупками.
Того ж вечора сусідка Вітторії Аніта (Россана Рорі) відвідує її, і вони обговорюють розрив стосунків. «Я так втомилася, так пригнічена. Розчарована і збита з пантелику», — каже їй Вітторія. Інша сусідка Марта (Мірелла Річчарді) телефонує і запрошує їх у свою квартиру неподалік. Марта розповідає про ферму в Кенії, якою вона володіє з чоловіком, і про те, як там красиво. Вирішивши трохи розважитися, Вітторія, наносячи темний макіяж і вдягнувшись як африканка, танцює під африканську музику, Аніта приєднується до неї. Марта, однак, не в захваті і просить Вітторію припинити. Розмова набуває неприємного характеру, коли Марта говорить про «мавп», які озброюються і погрожують білій меншості. Ситуація вирішується, коли Зевс, собака Марти, раптом вибігає з хати і жінки поспішають за ним. Відбігши трохи далі від подруг, Вітторія звертає увагу на звук металевої огорожі на вітрі. Повернувшись додому, вона чує, як Ріккардо на вулиці кличе її, але вона ховається і не відповідає йому.
Наступного дня Вітторія та Аніта летять до Верони на невеликому літаку. У польоті Вітторія зачарована хмарами. В аеропорту вона з захопленням дивиться, як злітають і сідають літаки. «Тут так чудово!» — каже вона Аніті. Тим часом на біржі різко падають ціни на акції. Коли Вітторія приїжджає на біржу, вона дізнається, що її мати щойно втратила близько десяти мільйонів лір. П'єро показує їй людину, яка втратила п'ятдесят мільйонів. Зацікавлена Вітторія слідує за ним велелюдними вулицями і спостерігає, як він, купивши в аптеці заспокійливе, запиває його водою у вуличному кафе, малює на аркуші паперу квіти і йде. П'єро привозить Вітторію у квартиру її матері на своєму спорткарі Alfa Romeo Giulietta. Вітторія показує П'єро сімейні фотографії та кімнату, в якій вона виросла. П'єро намагається поцілувати її, але вона ухиляється. Після короткої бесіди з матір'ю Вітторії П'єро повертається до свого офісу, де повідомляє погані новини інвесторам.
Після роботи П'єро зустрічається з повією, але він розчарований тим, що вона перефарбувала волосся з блондинки в брюнетку. Вирішивши не йти з нею, П'єро приїжджає до квартири Вітторії і прогулюється за вікном, слухаючи, як вона друкує. Помітивши його, Вітторія ховається за фіранкою і підглядає за ним. Коли п'яний, що проходить повз, помічає її і, привітавши, йде, П'єро заговорює з нею. Поки вони розмовляють, п'яний викрадає машину П'єро. Наступного ранку Вітторія і П'єро прибувають на озеро, в якому п'яний потонув сам і втопив машину, і спостерігають, як поліцейські піднімають її з води. Вітторію вражає, що П'єро більше стурбований вм'ятинами і станом мотора, а не смертю людини. Вони здійснюють прогулянку парком і повертаються до квартири Вітторії. Відв'язавши повітряну кульку від дитячого візка, що стоїть на подвір'ї, Вітторія кличе свою нову подругу Марту і просить її збити з гвинтівки кульку, поки вона не злетіла в небо, що вона і робить. На прощання П'єро цілує Вітторію, але вона виглядає стурбованою. Перш ніж піти, вона кидає дерев'яну тріску в бочку з водою.
Увечері Вітторія намагається зателефонувати П'єро, але його телефон зайнятий. Коли він, нарешті, бере слухавку, Вітторія не говорить йому ні слова. Наступного дня, чекаючи П'єро поруч зі своїм будинком, Вітторія заглядає в бочку з водою і бачить, що тріска все ще там плаває. П'єро, який прийшов, розповідає, що купив нову машину, BMW, замість Alfa Romeo. Прогулюючись, вони проходять повз медсестру, яка везе дівчинку в дитячому візку. П'єро привозить Вітторію у квартиру своїх батьків, заповнену скульптурами і предметами мистецтва. Поки вони розмовляють, Вітторія виглядає стривоженою і не відповідає на запитання П'єро: «Необов'язково знати так багато про іншу людину, щоб любити її. Інакше й любити не варто». Вони грайливо цілують одне одного через скляне вікно, а потім пристрасно цілуються. Після того, як П'єро випадково рве бретельку її сукні, Вітторія йде в спальню, де розглядає старі сімейні фотографії. Виглянувши у вікно, вона бачить на вулиці двох черниць, які проходять повз, людей, що розмовляють у кафе, самотнього солдата на розі. П'єро входить до спальні і вони займаються сексом.
Через деякий час П'єро і Вітторія лежать на пагорбі, дивлячись у небо. П'єро каже, що почувається іноземцем. Вітторія відповідає: «Дивно, я так само сприймаю тебе». П'єро запитує її, чи одружиться вона з ним, на що Вітторія відповідає, що сита шлюбом по горло. П'єро заперечує, що вона ще не була одружена, і засмучується, бо не розуміє її почуттів. Коли він запитує її, навіщо вона з ним зустрічається, Вітторія каже: «Я б хотіла не любити тебе. Або любити сильніше». Через деякий час Вітторія і П'єро цілуються і обіймаються, лежачи на кушетці в його кабінеті, і борються на підлозі як діти. Коли спрацьовує будильник, вони прощаються, домовившись зустрітися о восьмій годині вечора у «звичайному місці» поруч із квартирою Вітторії. Але цього вечора неділі 10 вересня 1961 року жоден із них не з'являється в домовленому місці.

## У ролях

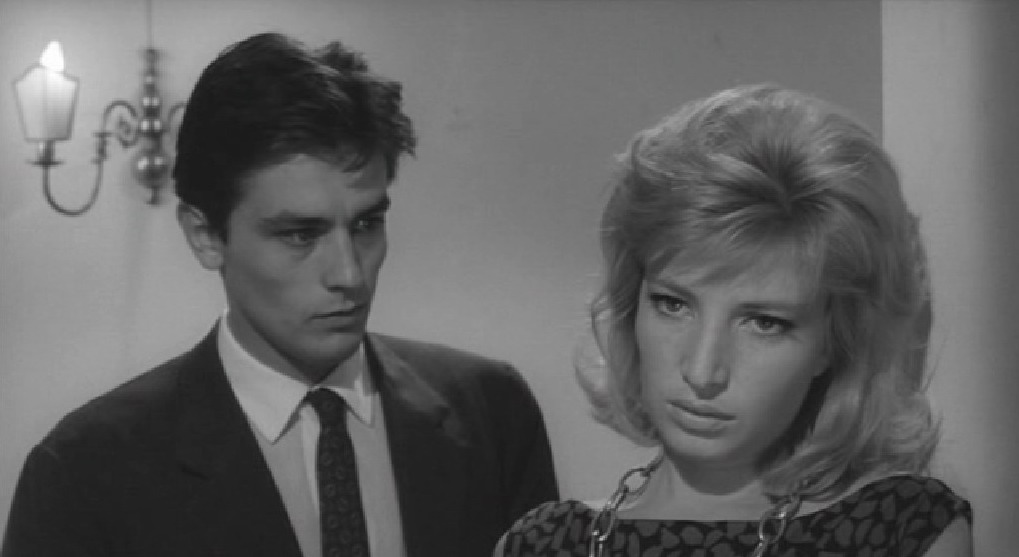
Ален Делон і Моніка Вітті, кадр з фільму

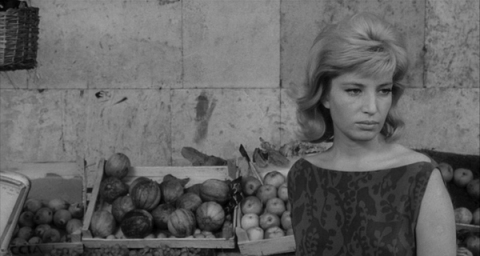
Моніка Вітті, кадр з фільму

| Моніка Вітті     | ···· | Вікторія      |
| Ален Делон       | ···· | П'єро         |
| Франциско Рабаль | ···· | Ріккардо      |
| Луї Сен'є        | ···· | Ерколі        |
| Лілла Бріньоне   | ···· | мати Вікторії |
| Розанна Рорі     | ···· | Аніта         |
| Мірелла Річчарді | ···· | Марта         |
| Сайрус Еліас     | ···· | п'яний        |

## Знімальна група
| Режисер    | ···· | Мікеланджело Антоніоні                                |
| Сценарій   | ···· | Мікеланджело Антоніоні, Тоніно Гуерра, Еліо Бартоліні |
| Продюсер   | ···· | Раймон Хакім, Робер Хакім                             |
| Оператор   | ···· | Джанні Ді Венанцо                                     |
| Композитор | ···· | Джованні Фуско                                        |
| Художник   | ···· | П'єро Полетто, Біче Брікетто, Джитт Магріні           |
| Монтаж     | ···· | Еральдо Да Рома                                       |